# Cherche l'amour… éperdument
Cherche l'amour… éperdument (Eternally Confused and Eager for Love) est une série  d'humour dramatique en langue Anglaise indien de 2022. Créée par Rahul Nair. La série est sortie sur Netflix le 18 mars 2022.

## Synopsis
Un célibataire introverti tente de trouver l'amour du mieux qu'il peut, guidé par les conseils d'un magicien imaginatif et audacieux.

## Distribution
- Vihaan Samat : Ray
- Jim Sarbh : Wiz (voix off)
- Dalai Mulchandani : Riya
- Devika Vatsa : Komal
- Tanya Katyal : Naina
- Kajol Chugh : Sonali
- Namrata Sheth : Pari
- Aaliyah Qureishi : Jia
- Larissa Dsa : Priyanka
- Niharika Lyra Dutt : Ruchika
- Ankur Rathee : Varun
- Rahul Bose :  père de Ray
- Suchitra Pillai : mère de Ray
- Faezeh Jalali : Pushpa
- Ayana Gaziz : Miyu Kibishi
- Norikazu Maeda : Mr. Kibishi
- Eshika Dey : Shanti
- Jason Arland : Sandesh

## Épisodes[2]
1. À cette époque
2. Un date vraiment blind
3. Les mecs débarquent
4. La deuxième chance
5. Nullement infaillible
6. Dur retour
7. Double dose
8. Ray + Qui ? = Amour

## Production
La série a été annoncée en décembre 2020  et un teaser de la série a été publié le 17 février 2022.
La bande-annonce de la série est sortie le 18 février 2022  et composée de huit épisodes créés sur Netflix le 18 mars 2022.

## Réception
Kusumita Das de Firstpost a déclaré que "La série est une série de sont  époque dans laquelle nous vivons, mais ne cherchez pas de complexités émotionnelles et de nuances. De l'autre côté, elle vous occupe mais vous fait vous sentir vide." 